# Gene Bartow
Pour les articles homonymes, voir Bartow.
Gene Bartow, né le 18 août 1930, à Browning, dans le Missouri et mort le 3 janvier 2012, à Birmingham, en Alabama, est un entraîneur américain de basket-ball.

## Palmarès
- Finaliste des Jeux panaméricains de 1971
- 3e du championnat du monde 1974